# Елоди (певица)
Елодѝ ди Патрѝци (на италиански: Elodie Di Patrizi; * 3 май 1990 в Рим, Италия), позната като Елоди, е италианска певица. Много от песните ѝ са на върха на италианските класации.
Класирана е на второ място в 15-тото издание на шоуто за таланти „Приятели на Мария де Филипи“ (Amici di Maria De Filippi). Става популярна с участието си във Фестивала на италианската песен в Санремо през 2017 г. с песента „Изцяло по моя вина“ (Tutta colpa mia). Участва повторно в него като състезателка през 2020 г. с песента Andromeda с текст на Махмуд, и като съводеща на втората вечер на фестивала през 2021 г.
По време на кариерата си издава четири студийни албума и получава множество сертификати от Федерацията на италианската музикална индустрия, както и две номинации за Европейските музикални награди на Ем Ти Ви. През 2022 г. дебютира и в киното, като играе главната роля във филма Ti mangio il cuore.

## Биография

### Произход и младежки години
Елоди е родена и израства в римския квартал Куартачо. Баща е  италианец – уличен музикант, а майка ѝ е френска креолка от Гваделупа – бивш модел и танцьорка в дискотека. Има една по-малка сестра Фей. Родителите ѝ са наркозависими и се разделят, когато Елоди е на 8 г. Не е кръстена. Самата Елоди на 12 г. пуши трева по цял ден, а на 15 г. употребява алкохол, отсъства от дома си по цели нощи, дружи с лоши компании и израства без родителски контрол.
Не получава средно образование: учи успешно в социално-педагогическа гимназия до последната година, но не се дипломира, за което силно съжалява впоследствие. На 19 г. се мести в град Лече, където работи в дискотеките първо като танцьорка, а след това като вокалистка.

### Артистична кариера

#### 2015 – 2016 г.: Участие в шоуто за таланти „Приятели на Мария де Филипи“ и дебютен албумUn'altra vita
След като през 2009 г. участва в телевизионното шоу X Factor, където е елиминирана в началните етапи, Елоди дебютира през 2015 г. в шоуто за таланти „Приятели на Мария де Филипи“ (Amici di Maria de Filippi) по телевизионния канал Italia 1 (в което се опитва да влезе още през 2009 г.). Тя се класира на второ място и печели Наградата на журналистическата критика Водафон и Наградата RTL 102.5 – приятели на радиото. В същия период дебютира с първия си албум „Друг живот“ (Un'altra vita), продуциран от Лука Матиони и Ема Мароне, който достига втора позиция в Италианската класация с албуми и е сертифициран със златна плоча от FIMI за над 25 хил. продадени копия. Албумът е придружен от едноименния сингъл Un'altra vita, написан от Фабрицио Моро, който се върти по радиото от 20 май, макар че е наличен по-рано при предварителна поръчка на албума. През 45-ата седмица той става златен за над 25 хил. продадени копия.
Вторият сингъл от албума е „Ще имаш любов“ (Amore avrai), сред чиито автори е и Ема Мароне. Той позволява на Елоди да спечели наградата „Песен на лятото“ от втория епизод на Летния фестивал (Summer Festival) в Рим. През лятото Елоди прави турнето си Un'altra vita Instore tour. На 28 август гостува на концерта на Лоредана Берте в Кастильоне дела Пеская по случай турнето на Берте Amiche sì tour 2016. На концерта двете пеят песента Stiamo come stiamo.
Между септември и октомври 2016 г. Елоди открива турнето на Ема Мароне Adesso Tour и междувременно взима участие в благотворителния концерт „Приятелки на Арената“, организиран от Лоредана Берте и Фиорела Маноя на Арена ди Верона. На 23 септември по радиото излиза третият сингъл от албума – „Дефектът на живота“ (L'imperfezione della vita).

#### 2017 г.: Участие във Фестивала в Санремо и албумTutta colpa mia
На 12 декември 2016 г. Карло Конти обявява участието на Елоди във Фестивала на италианската песен в Санремо през 2017 г. с песента „Изцяло по моя вина“ (Tutta colpa mia), написана от Ема Мароне и др. Песента стига до последната вечер, завършвайки на осмо място. На фестивалната вечер, посветена на кавър версиите, Елоди пее и „Когато свършва една любов“ (Quando finisce un amore) на Рикардо Кочанте и се класира шеста.
На 19 януари 2017 г. певицата обявява първото си турне Elodie Live, което започва на 26 април в дискотека Alcatraz в Милано. На 24 януари тя разкрива обложката на втория си албум Tutta colpa mia, който излиза на 17 февруари и е продуциран от Лука Матиони и Ема Мароне. Албумът дебютира на шеста позиция в Италианската класация на албумите на FIMI. В деня на излизането му Елоди стартира турнето си All My Fault Instore Tour. На 25 януари е гостенка на концерта на Ла Руа в Рим. Заедно те пеят песента ѝ Un'altra vita, а с Леле (певец и бивш приятел на певицата) – La sera dei miracoli на Лучо Дала.
На 6 март Елоди гостува на концерта, организиран от Рон в Театър „Дал Верме“ в Милано в подкрепа на Италианската асоциация за латерална амиотрофична склероза“ (AISLA) заедно с изпълнители като Нек, Лоредана Берте и Аннализа, и пее парчето Piazza grande с Рон. На 13 март FIMI обявява за златна песента ѝ от Санремо Tutta colpa mia за повече от 25 хил. продадени копия. На 22 март Елоди обявява ново сътрудничество с мениджъра Фабрицио Джанини. На 5 април Марио Воланти – директор на Радио Италия, обявява участието ѝ в събитието „Радио Италия на живо“ на 18 юни на Пиаца дел Дуомо в Милано.
На 11 април Франческо Ренга обявява дуета си с Елоди в парчето „Толкова различна“ (Così diversa) за 28 април. Песента е част от новия му албум Scriverò il tuo nome Live. След това певицата участва във филма, режисиран от Федерико Моча Non c'e kampo, където пее „Просто“ (Semplice) – песен от албума си Tutta colpa mia. На 26 април Елоди обявява пускането на втория сингъл от албума – „Ще дойде от само себе си“ (Verrà da sé), насрочен за 28 април. На 27 април тя гостува на It's only rock'n'roll в Генуа заедно с Дзиба. На 5 май е обявено присъствието ѝ на Музикални награди „Уинд“ 2017, които се провеждат на 5 и 6 юни на Арена ди Верона. След това Елоди гостува на всички 5 етапа от турнето на Франческо Ренга Scriverò il tuo nome Live (5 май в Милано, 16 май в Неапол, 18 май във Флоренция, 20 май в Торино и 22 май в Болоня). Двамата пеят песента Così diversa, а Елоди пее Tutta colpa mia.
На 8 май излиза видеоклипът към сингъла ѝ Verrà da se – вторият от албума Tutta colpa mia, който получaва положителен отзвук по радиото. На 26 май певицата участва като гостенка в Pace Tour 2017 на Фабрицио Моро в Рим, а на 27 май присъства на наградите „ТИМ Ем Ти Ви“ в града.
На 5 юни е на Арена ди Верона по повод Музикални награди „Уинд“, където получава наградата за златния си диск на албума си Un'altra vita. На 10 юни гостува в Асизи в телевизионната програма Con il cuore – Nel nome di Francesco на живо по Rai 1 . На 18 юни е гостенка на Radio Italia Live – концертът, организиран от Радио Италия на Пиаца дел Дуомо в Милано, където пее Tutta colpa mia. На 8 август 2017 г. FIMI обявява за платинената песента ѝ от Санремо Tutta colpa mia с повече от 50 хил. продадени копия.
На 6 октомври излиза третият сингъл от албума – Semplice, написан от Амати и Федерика Абате, придружен от видеоклипа с актьорския състав на Non C'era Campo, който излиза на 2 ноември.
На 31 декември 2017 г. Елоди е сред гостите на второто издание на телевизионната програма по Canale 5 Capodanno in musica на Унипол Арена в Болоня.

#### 2018 – 2019 г.: успешни хитове и сътрудничества
На 9 май 2018 г. певицата обявява сингъла си „Черен Бали“ (Nero Bali). Той излиза на 18 май и е с участието на Микеле Брави и Гуè Пекеньо. Тя освен това изпълнява песента на шестото издание на Летния фестивал (Summer Festival) в Рим. На 23 юли FIMI обявява Nero Bali за златна за повече от 25 хил. продадени копия. След 14 седмици в Класацията на FIMI тя влиза в Топ 10 на най-купуваните сингли в Италия. На 27 август същата година FIMI я обявява за платинена за над 50 хил. продадени копия. На 22 юли 2019 г. Nero Bali вече е двойно платинена за над 100 хил. продадени копия.
На 12 октомври Елоди пуска сингъла Rambla в сътрудничество с рапъра Гемон.
На 15 март 2019 г. тя си сътрудничи с неаполитанската група The Kolors в сингъла Pensare male. Песента е пусната на всички дигитални платформи, достигайки върха на класациите и след седмица попада в топ 20 на радиото сред най-излъчваните песни; след две седмици тя е деветото най-въртяно парче.
На 6 юни 2019 г. Eлоди обявява сингъла Margherita, който е продуциран от Такаджи и Кетра в дует с Маракеш, който излиза на всички цифрови платформи на 12 юни, 24 часа след пускането на видеоклипа. На 22 юли 2019 г. синглите Margarita, Pensare male и Nero Bali са сертифицирани съответно като златен, платинен и двойно платинен за продажби. На 20 август Margherita получава сертификат за платина за над 50 хил. продадени копия. За случая Елоди и Маракеш публикуват първата си снимка като двойка в социалните мрежи. На 22 август Margherita влиза в Топ 10 на Спотифай, като по този начин достига Топ 10 във всяка италианска класация през лятото. На 14 октомври песента вече е сертифицирана с двойна платина от FIMI за над 100 хил. продадени копия.
На 3 септември по Rai 2 певицата е част от журито на Фестивала в Кастрокаро, воден от Стефано де Мартино и Белен Родригез. На 2 октомври Елоди си сътрудничи с рапърите Лаца и Тедуа в изцяло нова неиздавана пиано и вокална версия на добре познатата песен Catrame. Тя си сътрудничи и с Мис Кета в новата версия на песента Le ragazze di Porta Venezia („Момичетата от Порта Венеция“); с Мис Кета тя вече си е сътрудничила през 2018 г., появявайки се във видеоклипа ѝ Monica.
На 31 декември Елоди участва в програмата Capodanno in musica по италианския телевизионен канал Canale 5 с водеща Федерика Паникучи на живо от град Бари.

#### 2020 – 2021 г.: Участие във Фестивала в Санремо и албумThis is Elodie
На 31 декември 2019 г. е обявено участието на певицата във Фестивала в Санремо 2020. На 6 януари в епизода на Soliti Ignoti Speciale Lotteria Italia с водещ Амадеус Елоди обявява името на песента си за фестивала, озаглавена Andromeda, написана от Махмуд и Дардъст.
От 31 януари в магазините за цифрова музика и от 7 февруари физически се продава третият студиен албум на Елоди This Is Elodie. Той е най-продаваният албум на жена изпълнител в Италия в края на годината, поставяйки 2 песни в Топ 10 на радиостанциите през 2020 г. и 2 песни през 2019 г. За случая е разпространена песента „Не е краят“ (Non è la fine), в която тя пее в дует с рапъра Джемитец. На 24 януари певицата публикува песента „Главоболие“ (Mal di testa) заедно с рапъра Фабри Фибра. На 8 февруари, на последната вечер на Фестивала в Санремо 2020, Елоди се нарежда на седмо място с песента Andromeda. И албумът, и сингълът дебютират на шеста позиция в съответните класации на FIMI. Впоследствие албумът получава платинен сертификат за над 50 хил. продадени бройки. На 21 февруари песента Andromeda достига първа позиция сред най-пусканите песни по радиото на седмицата и впоследствие получава сертификат FIMI за платинен диск за над 70 хил. продадени копия.
Във връзка с тези успехи на Елоди списание „Вог“ я дефинира като „италианската певица на върха на класациите и муза на марката Версаче“. Обявени са и датите на изпълненията ѝ на живо, предвидени за месец април, които поради пандемията COVID-19 са отложени за есента на 2021 г. На 13 май е пусната неиздаваната песен Guaranà, последвана през юни от сингъла Ciclone в дует с Такаджи и Кетра. Това е четвъртата песен на певицата, която достига Топ 10 на Класацията на FIMI. Синглите са сертифицирани с двойна платина от FIMI.
На 8 октомври 2020 г. Елоди си сътрудничи с Карл Брейв в песента Parli parli, сертифицирана със злато. През ноември представя коледния проект This is Elodie (X Christmas EP), публикуван през декември в сътрудничество със Save the Children и марката OVS, състоящ се от някои сингли от третия ѝ албум в акустична версия.
На 3 март 2021 г. тя излиза на сцената на Фестивала в Санремо 2021 заедно с Амадеус и Фиорело като водеща и също така изпълнява медли от свои успешни сингли, както и сингли с елементи на Бийонсе и Махмуд.
На 18 юни 2021 г. на платформата на Амазон Prime Video излиза вторият сезон на телевизионната програма Celebrity Hunted: Caccia all'uomo, в която Елоди е състезателка и победителка заедно със своята колежка и приятелка Мис Кета. През септември тя гостува в телевизионната програма Da grande, водена от Алесандро Кателан, в която отдава почит на Рафаела Кара, като изпълнява песента ѝ Tuca tuca.
На 24 септември 2021 г. е пуснат сингълът „Главозамайване“ (Vertigine) – първият изваден от четвъртия проект за запис на Елоди. Певицата също така обявява, че работи с Елиза, Махмуд и Маракеш, които ще фигурират сред авторите на парчетата в албума. На 5 октомври тя е водеща на епизод на телевизионното предаване Le Iene  („Хиените“) по Italia 1 с Никола Савино.
През декември 2021 г. Елоди издава нов сингъл с Еркоми – „Дяволската опашка“ (La coda del diavolo).

## Музикални влияния
Сред музикалните си влияния Елоди споменава Ета Джеймс, Раф, Кейтранада, Нина Симон, Кармен Макрей, Майли Сайръс, Джорджа и Лучо Батисти. В интервю за в. „Ла Република“ сочи Мина като изпълнителка модел, определяйки я като „толкова свободна и силна жена“.

## Личен живот
Между 2016 и 2018 г. Елоди има връзка с колегата ѝ Леле, с когото се запознава в шоуто за таланти „Приятели на Мария де Филипи“. От 2019 до 2021 г. има връзка с рапъра Маракеш; към 2022 г. двамата са в приятелски отношения.

## Дискография

### Студийни албуми
- 2016 – Un'altra vita
- 2017 – Tutta colpa mia
- 2020 – This Is Elodie

## Турнета
- 2020 – This is Summer
- 2022 – Elodie Live 2022

## Филмография

### Кино
- Non c'è campo, реж. Федерико Моча (2017)
- Тролчета: Турнето (дублира кралица Барб) (2020)

### Видеоклипове
- La risposta – Люше, реж. Марио Русо (2012)
- Beautiful disaster – Федец и Мика, реж. Мауро Русо (2015)
- Monica – Мис Кета, реж. Мотел Форланини (2018)
- Le ragazze di Porta Venezia - The Manifesto - Мис Кета, реж. Симоне Ровелини (2019)
- La mia hit - Джей-Акс feat. Макс Пецали, реж. Фабрицио Конте (2020)
- Crazy Love - Маракеш, реж. Джулио Розати (2021)

### Телевизия
- X Factor 2 (Rai 2, 2009) участничка
- Amici di Maria De Filippi (Canale 5, 2015-2016) участничка
- Festival di Sanremo (Rai 1, 2017, 2020) участничка
- Festival di Castrocaro (Rai 2, 2019) жури
- Festival di Sanremo (Rai 1, 2021) съводеща
- Celebrity Hunted: Caccia all'uomo (Amazon Prime Video, 2021) участничка, победителка
- Da grande (Rai 1, 2021) постоянна гостенка
- Le Iene (Italia 1, 2021) съводеща

## Награди
- 2016 – Приятели на Мария де Филипи (Amici di Maria De Filippi): Награда на журналистическата критика „Водафон“
- 2016 – Приятели на Мария де Филипи: Награда „RTL 102.5 – Приятели на радиото“ за песента Un'altra vita
- 2016 – Летен фестивал (Summer Festival): Награда на епизода – „Песен на лятото“ за Amore avrai (2-ри епизод)
- 2017 – Музикални награди „Уинд“ (Wind Music Awards): Награда „Златен диск“ за албума Un'altra vita